# خدمات البترول البحرية
خدمات البترول البحرية أو (بالإنجليزية: PMS - Petroleum Marine Services Co)‏ هي إحدى شركات قطاع البترول المصري, والتي تأسست عام 2001 وفقا لأحكام قانون ضمانات وحوافز الاستثمار رقم 8 لسنة 1997 كشركة مساهمة مصرية لتكون أولى الشركات المصرية في مجال الخدمات البحرية، لكي تستكمل مشوار خبراتها السابقة الذي بدأته في بداية الثمانينات كقسم المجال البحري في شركة بتروجيت. وتعتبر من كبار مقاولي الإنشاءات والخدمات البحرية في مصر والشرق الأوسط.

## أسطول الشركة
- بارجة ديريك لاي - بي ام اس 11.
- بارجة ديريك لاي - بي ام اس 12.
- بارجة دي بي 2 للقطر والصيانة - بي ام اس 17.
- دي بي 2 لدعم الغطس - بي ام اس مايو.
- دي بي 2 للقطر والصيانة - بي ام اس 3308 - للمنصات وخطوط الأنابيب تحت سطح البحر.

## المساهمين
- بتروجيت - المشروعات البترولية والاستشارات الفنية : 80%.
- إنبي - الهندسية للصناعات البترولية والكيماوية : 9%.
- الهيئة المصرية العامة للبترول : 6%.
- صندوق الإسكان والخدمات الاجتماعية للعاملين بقطاع البترول : 5%.

## رؤساء الشركة
- محمد عبد القادر .[1]
- حسن محمد حسن.[2]
- محمد أبو العلا.[3]
- محمد عبد الحافظ.[4]
- محمد إبراهيم سليمان.[5]
- محمد عاطف.[6]
- خالد الحديدي.[7]
- مشيرة عمارة.[8]
- نهاد جاويش.[9]
- رأفت جابر.[10]